# Liste der Stolpersteine in Bergkamen
Die Liste der Stolpersteine in Bergkamen enthält die Stolpersteine, die im Rahmen des gleichnamigen Kunst-Projekts von Gunter Demnig in Bergkamen verlegt wurden. Mit ihnen soll an die Opfer des Nationalsozialismus erinnert werden, die in Bergkamen lebten und wirkten.

## Liste der Stolpersteine
| Name             | Adresse                | Bild                                                              | Inschrift | Verlegedatum  | Biografie und Anmerkungen |
| ---------------- | ---------------------- | ----------------------------------------------------------------- | --- | ------------- | ------------------------- |
| August Kühler    | Beverstraße 89 ·       | Stolperstein für August Kühler, Bergkamen, Beverstraße 89         | Hier wohnte August Kühler Jg. 1901 im Widerstand/KPD verhaftet 10.3.1933 Gefängnis Hamm 'Umerziehungslager' Schönhausen Emslandlager entlassen 15.5.1934 | 15. Dez. 2021 |                           |
| Ernst Bronheim   | Glückaufstraße 6 ·     | Stolperstein für Ernst Bronheim, Glückaufstraße 6, Bergkamen      | Hier wohnte Ernst Bronheim Jg. 1887 im Widerstand/KPD verhaftet 28.2.1933 'Umerziehungslager' Schönhausen Brauweiler ermordet 15.4.1933                  | 15. Dez. 2021 |                           |
| Hermann Hertz    | Präsidentenstraße 53 · | der Stolperstein für Hermann Hertz                                | Hier wohnte Hermann Hertz Jg. 1879 unfreiwillig verzogen 1938 Essen Flucht 1941 USA                                                                      | 15. Dez. 2021 |                           |
| Amalie Hertz     | Präsidentenstraße 53 · | Stolperstein Amalie Hertz, Präsidentenstr.53, 59192 Bergkamen     | Hier wohnte Amalie Hertz geb. Blumenthal Jg. 1884 unfreiwillig verzogen 1938 Essen Flucht 1941 USA                                                       | 15. Dez. 2021 |                           |
| Grete Hertz      | Präsidentenstraße 53 · | Stolperstein Grete Hertz, Präsidentenstr.53, 59192 Bergkamen      | Hier wohnte Grete Hertz verh. Katz Jg. 1911 Flucht 1938 USA                                                                                              | 15. Dez. 2021 |                           |
| Lieselotte Hertz | Präsidentenstraße 53 · | Stolperstein Lieselotte Hertz, Präsidentenstr.53, 59192 Bergkamen | Hier wohnte Lieselotte Hertz Jg. 1922 unfreiwillig verzogen 1938 Essen Flucht 1941 USA                                                                   | 15. Dez. 2021 |                           |
| Max Herrmann     | Werner Straße 178 ·    | Stolperstein Max Herrmann, Werner Str. 178, 59192 Bergkamen       | Hier wohnte Max Herrmann Jg. 1899 'Schutzhaft' 1938 Sachsenhausen 1939 Zwangsarbeit Köln seit 1944 versteckt gelebt/überlebt                             | 15. Dez. 2021 |                           |